# Memphis Belle
Memphis Belle is een Amerikaanse film uit 1990, geregisseerd door Michael Caton-Jones en geschreven door Monte Merrick, met in de hoofdrollen Matthew Modine, Eric Stoltz en Harry Connick jr. Ook onder andere Billy Zane, Sean Astin en John Lithgow speelden in de film. Voor Harry Connick, Jr. was dit zijn filmdebuut.
De film is gebaseerd op de documentaire uit 1944, Memphis Belle: A Story of a Flying Fortress door William Wyler, over de 25e en laatste missie van een B-17-bommenwerper, de Memphis Belle, die was gestationeerd in Engeland tijdens de Tweede Wereldoorlog. Deze film uit 1990 is gemaakt door de dochter van Wyler, die de documentaire uit 1944 maakte, en is opgedragen aan haar vader.
De filmmuziek van George Fenton werd genomineerd voor een BAFTA Award.

## Verhaal
Als hun 25e en laatste missie krijgt de bemanning van de Memphis Belle de opdracht om een fabriek te bombarderen in Bremen (Duitsland). Eerst wordt de missie afgelast omdat er wolken boven hangen maar dan gaat de missie toch van start. Enkele personen van de bemanning denken dat hun geluk uit is en ze zullen sterven tijdens deze laatste en gevaarlijke missie.
De eerste keer dat ze over het doelwit vliegen is het niet zichtbaar door wolken die eroverheen hangen en ontstaat er ruzie of ze de bommen nu moeten gooien of niet. Enkele bemanningsleden willen dit wel zodat ze er vanaf zijn maar de anderen niet omdat dan anderen zullen moeten terugkomen na hun als het bombardement de fabriek niet vernietigd heeft. Uiteindelijk droppen ze de bommen dus niet en maken ze later rechtsomkeert en bij de tweede keer is het doelwit wel zichtbaar en kunnen ze de bommen dus droppen.
Tijdens de terugvlucht wordt Danny Daly (Eric Stoltz) geraakt door vijandelijk vuur en raakt zwaargewond. Val Kozlowski (Billy Zane) moet hem redden maar moet toegeven dat hij eigenlijk veel minder kent van geneeskunde dan hij eerder beweerde. De bemanning overweegt hem te droppen met een parachute in Duits gebied. Uiteindelijk mag Danny toch aan boord blijven.
Ook vliegt een motor in brand en moeten ze snel duiken om de brand zo uit te doven. Op het laatste moment is de brand uitgedoofd en kunnen ze weer optrekken om verder te vliegen naar Engeland.
Op de basis in Engeland kijkt iedereen uit naar de binnenkomst van de Belle. Eén voor één komen de bommenwerpers binnen zonder de Belle te zien. Velen vrezen dat de Memphis Belle verloren is gegaan en vertrekken al terwijl nog één iemand een laatste keer omkijkt en een sputterende motor hoort. Iedereen is blij om de Memphis Belle te zien en ook de bemanning zelf dat ze bijna thuis zijn. Terwijl de piloot het landingsgestel wil laten uithalen blokkeert er een van de wielen. Er zit niets anders dan het ene wiel er manueel uit te draaien anders kunnen ze crashen. De verschillende bemanningsleden draaien allemaal aan het wiel dat het vliegtuigwiel uitdrijft. Enkele seconden voor de landing is het wiel juist volledig uit geschoven.
De complete bemanning overleeft uiteindelijk toch de laatste missie en krijgen veel respect (ook voor elkaar). De film wordt opgedragen aan al de jonge mannen (zowel geallieerde als Duitse) die vlogen en vochten in de Tweede Wereldoorlog.

## Rolverdeling
| Acteur            | Personage              |
| ----------------- | ---------------------- |
| Matthew Modine    | Dennis Dearborn        |
| Tate Donovan      | Luke Sinclair          |
| D.B. Sweeney      | Phil Lowenthal         |
| Billy Zane        | Val Kozlowski          |
| Eric Stoltz       | Danny "Danny Boy" Daly |
| Reed Diamond      | Virgil Hoogesteger     |
| Sean Astin        | Richard "Rascal" Moore |
| Courtney Gains    | Eugene "Genie" McVey   |
| Neil Giuntoli     | Jack Bocci             |
| Harry Connick jr. | Clay Busby             |
| David Strathairn  | Craig Harriman         |
| John Lithgow      | Bruce Derringer        |
| Jane Horrocks     | Faith                  |
| Mac McDonald      | Les                    |

## Historische correctheid
In werkelijkheid was het doel van de laatste missie van de Memphis Belle de Duitse stad Kiel. De gebeurtenissen in de film zijn gebaseerd op voorvallen van de echte bemanning die gebeurden tijdens verschillende missies.